# Быс-Суордах
Быс-Суордах — река в Аллаиховском улусе Якутии, левый приток Индигирки.
Длина реки — 73 км, площадь водосборного бассейна — 924 км². Протекает к северу от Полоусного кряжа на юге улуса. Образуется слиянием рек Отто-Сала и Первый-Сала на высоте 23 м над уровнем моря. Течёт на восток параллельно Сала-Юряге через лиственничный лес. Впадает в протоку Лудзина в обширной левобережной пойме Индигирки. Устье находится в 31 км к юго-западу от села Оленегорск. Высота устья — 10 м над уровнем моря.
Ширина русла около устья — 35 м, глубина — 2,5 м. Скорость течения — 0,3 м/с.
Основной приток — Курунг-Юрях (правый).
По данным государственного водного реестра России входит в Ленский бассейновый округ. Код водного объекта — 18050000412117700067545.